# Alexander Paul Englert
Alexander Paul Englert (* 7. September 1960 in Freiburg im Breisgau) ist freier Fotograf in Frankfurt mit den Schwerpunkten people und street photography.

## Leben
Alexander Paul Englert studierte von 1980 bis 1983 Philosophie an der Universität Frankfurt und von 1983 bis 1989 Fotografie und Design an der Hochschule für Gestaltung Offenbach am Main. Von 1993 bis 1995 war er Atelier-Stipendiat im Künstlerhaus Mousonturm in Frankfurt. Sein Interesse gilt dem Menschenbild. Als teilnehmender Beobachter nimmt er Menschen in ihren Lebenssituationen und -zusammenhängen wahr und stellt sie dar: auf der Straße, in seiner Heimatstadt und in fremden Städten, in der Natur. Seit 2002 arbeitet er als freier Fotograf in Frankfurt und fotografierte u. a. lange für das Schauspiel Frankfurt. Innerhalb der Kunstprojektreihe des Hauses, kuratiert von Leonore Leonardy, entstanden die Fotokunstprojekte mit den Schauspielern des Ensembles Ansichten und Between Work and Paradise. Er hat zahlreiche weitere Fotokunstprojekte mit gesellschaftspolitischem Hintergrund durchgeführt, wie Points of View, in dem er zum Ausbruch des Irakkrieges Amerikaner und Iraker zu ihrer Meinung befragte. Ihre Standpunkte stellte er in Bild und Text in den Fokus. Wiederholt reiste er nach China und dokumentierte die rapiden Veränderungen in dem Land künstlerisch. In Zusammenarbeit mit Jutta Kaußen und Barbara Englert untersuchte er mit dem Fotokunstprojekt MOMENTUM. Dichter in Szenen, die Positionen herausragender deutschschreibender Autoren, zuerst ausgestellt im Goethe-Haus Frankfurt am Main. Er stellt national und international aus und beteiligt sich mit seinen Fotografien an thematischen Ausstellungen. Seit 2024 festes Redaktionsmitglieder des Kulturportals TEXTOR.Online.

## Publikationen
- China Daily. Gedichte von Yang Lian, chinesisch / deutsch / englisch. Fotos von Alexander Paul Englert. Übersetzung von Mark Renné. Berlin 1995 und 1997. ISBN 3-89602-039-0
- MOMENTUM. Dichter in Szenen. Fotografien von Alexander Paul Englert. Herausgegeben und mit einem Making-of von Jutta Kaußen, mit einem einleitenden Essay von Bernd Stiegler und Texten von 32 herausragenden Autorinnen und Autoren. Köln 2011. ISBN 978-3-86832-077-0
- Frankfurt Stories. Eine Bild-Ton-Text-Schau. Mit Fotos von Alexander Paul Englert (Konzept und Text-Bild-Montage Jutta Kaußen), den Statistiken der Stadt Frankfurt, Soundtrack von den Dead Brothers. DVD. Frankfurt 2014. ISBN 978-3-929180-11-4
- Traumdiebstähle. Eine Erzählung von Silke Scheuermann zu Fotografien von Alexander Paul Englert. Verlag Edition Faust 2016. ISBN 3945400325
- Welch kleiner Teufel führte Ihre Hand? Autoren der Gegenwart im Dialog mit Handschriften der Romantik. Autoren: Feridun Zaimoglu, Thea Dorn. Peter Härtlimg, Michael Lemtz, Eva Demski, Sibylle Lewitscharoff, Wolfgang Büscher, Katharina Hacker, Patrick Roth. Fotos: Alexander Paul Englert Verlag: Waldemar Kramer, 2017. ISBN 978-3-7374-0467-9
- MARE MANUSCHA. Innenansichten aus Leben und Kultur der Sinti & Roma 2019. Fotografien Alexander Paul Englert, Interviews Cornelia Wilß. Verlag: Edition Faust. ISBN 978-3-945400-57-9
- Bilder einer Baustelle – Das Deutsche Romantik-Museum von 2015-2020. Verlag: Freies Deutsches Hochstift, 2021. ISBN 978-3-946276-00-5

## Einzelausstellungen
- Künstlerhaus Mousonturm, Frankfurt: Blitzlichter einer Stadt. 1990
- Moritzbastei, Leipzig: Frankfurt. 1991
- Aja-Textor-Goethe-Haus, Frankfurt: Altersansichten. 1992
- Saalbau Frankfurt: Bedürftig. 1993
- Budapest, Ungarn: Blitzlichter einer Stadt. 1993
- Kanton, China: Blitzlichter einer Stadt. 1993
- Saalbau, Frankfurt: Altersansichten. 1994
- Künstlerhaus Mousonturm, Frankfurt: China Daily. 1994
- Gasteig, München: China Daily. 1994
- Künstlerhaus Mousonturm, Frankfurt: Spiegelbilder. 1995
- Historisches Museum Frankfurt: Goetheportraits. 2000
- Denkbar, Frankfurt: China Daily. 2001
- Goethe-Institut, Frankfurt: Points of View. 2003
- Goethe-Institut, Rabat und Casablanca: Points of View. 2004
- Schauspiel Frankfurt, Glasfassade: Ansichten. Schauspielerportraits. 2005
- Haus der Kulturen, Potsdam: Points of View. 2006
- Schauspiel Frankfurt und Plakatwände der Stadt: Between Work and Paradise. 2006–2007
- Guangzhou, China: Frankfurt am Main – Day to Day. 2008
- Toronto, Kanada: Frankfurt am Main – Day to Day. 2009
- Goethe-Haus Frankfurt: MOMENTUM. Dichter in Szenen. 2011–2012
- Literaturhaus Wien: MOMENTUM. Dichter in Szenen. 2012
- Literaturhaus Berlin: MOMENTUM. Dichter in Szenen. 2013
- Großprojektion auf dem Römerberg, Baustelle Historisches Museum Frankfurt: Frankfurt Stories. Bild-Ton-Text-Schau. 2014
- Kunstforum Mainturm : PEOPLE: INSIDE-OUTSIDE 2014
- Art de Temple, während der Aschaffenburger Kulturtage: Traumdiebstähle 2016
- Villa Leonhardi, Frankfurt am Main: Lichtblicke 2016
- Galerie „Textor 74“, Frankfurt am Main: „L A   H A B A N A“ – Die Poesie des Alltags 2019
- StadtRAUMfrankfurt: MARE MANUSCHA – Innenansichten aus Leben und Kultur der Sinti & Roma 2019
- Galerie Schamretta, Frankfurt am Main: Zu Gast in Papua-Neuguinea, 2020
- Freies Deutsches Hochstift, Frankfurt am Main: BILDER EINER BAUSTELLE, 2020 bis 2022
- Galerie ARTYCON, Offenbach: MASALA – Fotografien aus Indien, 2024

## Ausstellungsbeteiligungen
- Museum für Kommunikation Frankfurt: Kunstaufstellung. 1996
- Fassade Frankfurt (Main) Hauptbahnhof: Basilika. 1997
- Fischerfeldstraße, Frankfurt: Ausstellung 7. 1997
- Fischerfeldstraße, Frankfurt: Ausstellung 9. 1998
- Öffentlicher Raum, Frankfurt: Osterspaziergang. 1999
- Fischerfeldstraße, Frankfurt: Ausstellung 10. 1999
- Fischerfeldstraße, Frankfurt: Ausstellung 7. 2000
- Palmengarten Frankfurt: Lines of the Leaves. 2001
- Tiger = Hof, St. Gallen, Schweiz: CROSS SECTION # 2. 2001
- Fischerfeldstraße, Frankfurt: Ausstellung 7. 2002
- Fischerfeldstraße, Frankfurt: Ausstellung 9. 2003
- Künstlerhaus Mousonturm, Frankfurt: Station. 2005
- Frankfurter Kunstblock, Frankfurt: Hinter den Bildern. 2006
- Künstlerforum Bonn, Bonn: Gruppe <zprojekt> Frankfurt am Main – Riverside. 2010
- Kunsthalle Lindenthal, Köln: FAMILIE MENSCH. 2012
- Luminale Frankfurt: Frankfurt Stories, eine Projektion auf dem Römerberg 2014
- Museum Zündorfer Wehrturm, Köln-Zündort: Mensch und Arbeit. 2014
- Odonien, Köln: Menschenräume / Human Spaces. 2016